# بيتر إم. كريستيان
بيتر مارتن كريستيان هو سياسي ميكرونيسي، ولد في 16 أكتوبر 1947 في بونبي في ولايات ميكرونيسيا المتحدة. وهو سياسي مستقل، وقد انتخب لمنصب رئيس ولايات ميكرونيسيا المتحدة ‏ (11 مايو 2015 – 11 مايو 2019).